# Rod Keller
Generalmajor Rodney Frederick Leopold Keller CBE (2. oktober 1900 – 1954) var en canadisk officer, som ledede den 3. canadiske division under 2. verdenskrig. Divisionen fik til opgave at gå i land på Juno Beach i Normandiet på D-dag.  

## Baggrund
Rod Keller blev optaget på Royal Military College i Kingston, Ontario, i det sidste år af 1. Verdenskrig. Efter at have fået sin eksamen blev han overført til Princess Patricia's Light Infantry, et af regimenterne i Canadas stående hær. Som mange andre lovende canadiske officerer på den tid gik han på Camberley Staff College i England.

## Indsats i krigen
Da Canada gik ind i 2. Verdenskrig blev Rod Keller udsendt som major i en brigade. Han blev forfremmet til at lede Princess Patricia's Canadian Light Infantry i 1941 og blev udpeget til kommanderende officer for 1. canadiske infanteribrigade nogle få måneder senere. Keller blev generalmajor og mellem 8. september 1942 og 8. august 1944 var han chef for 3. canadiske infanteridivision.
Generalmajor Keller var populær blandt tropperne, som satte pris på hans manerer og klare tale; men problemer med drikkeri og adskillige brud på sikkerheden inden D-dag betød at han mistede støtten fra såvel sine overordnede som sin stab.
I den første måned efter D-dag blev det bemærket, at han var "opfarende og anspændt".  Hans direkte overordnede i 1. britiske korps og 2. britiske armé anså ham for uegnet til at lede divisionen, men generalløjtnant Guy Simonds, som var udset til at lede 2. canadiske korps, når det blev aktiveret i Normandiet, ventede med at træffe en beslutning om hans afløsning, og afslog endog en afskedsansøgning fra Keller selv, som indrømmede at være presset. Under slaget om Caen håndterede Keller Operation Windsor dårligt ved at sætte en forstærket brigade til at løse en opgave, som krævede en hel division og ved at overlade planlægningen til en af sine brigadegeneraler. Keller var efter sigende blevet granat-sky i august, og rygter begyndte at spredes i divisionen om at "Keller was yeller." (Keller var bange)
Trods fortsatte klager fra oven og fra neden afslog Simonds og general Harry Crerar, en anden af hans beundrere, at afskedige ham. Skæbnen greb ind, da han blev såret ved egenbeskydning den 8. august. Amerikanske bombefly kom ved et uheld til at tæppebombe hans hovedkvarter under Operation Totalize. Keller fik ingen ny post som aktiv. Han døde ti år senere under et besøg i Normandiet.

## Eksterne kilder
- Foto af Rod Keller, Canadian Military Heritage Arkiveret 21. september 2005 hos  Wayback Machine
- Personal appointments of Rod Keller (Webside ikke længere tilgængelig)
- Biografi, Juno Beach Centre Arkiveret 17. maj 2009 hos  Wayback Machine